# 이먼 라이언

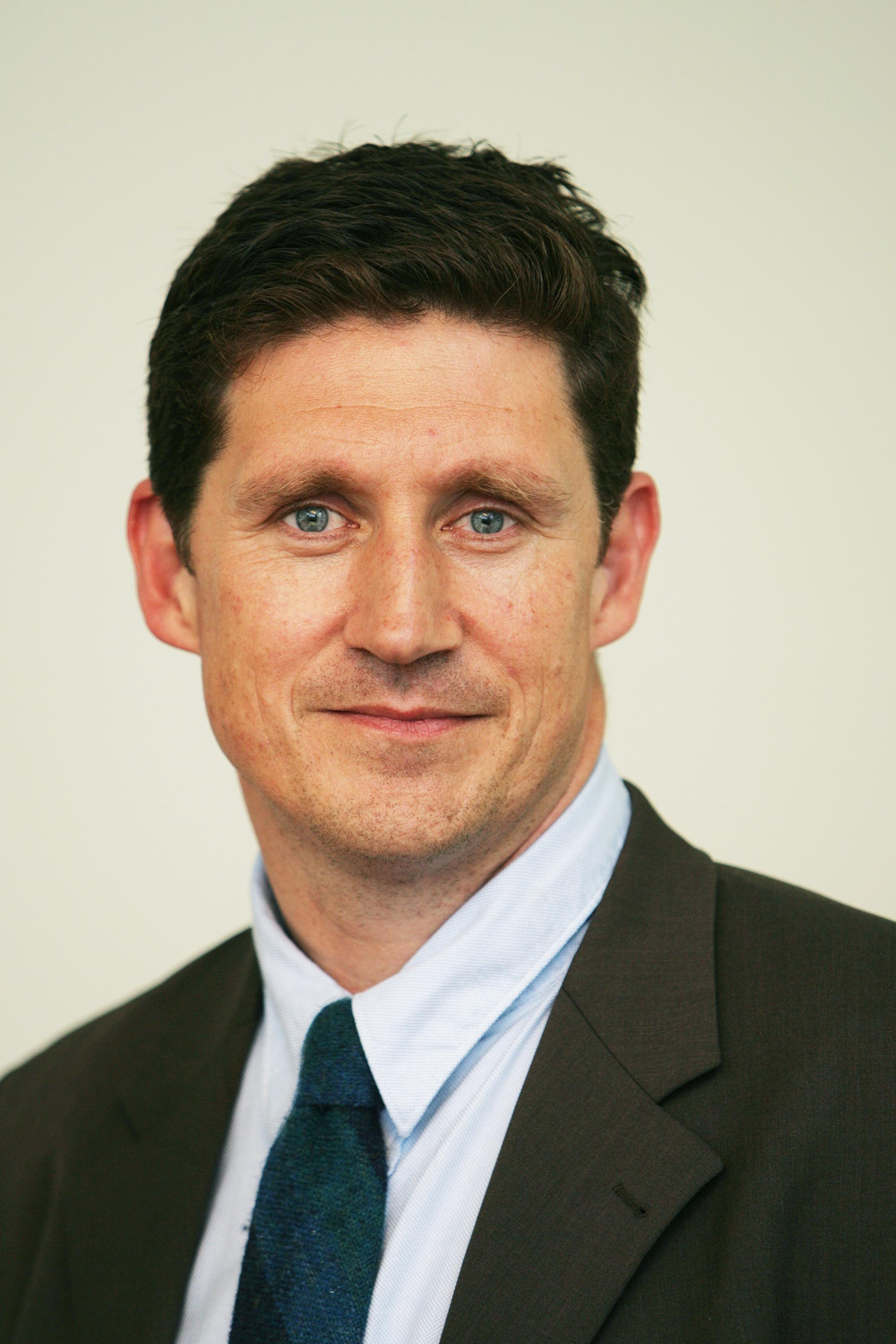

이먼 마이클 라이언(영어: Eamon Michael Ryan, 1963년 7월 28일 ~ )은 아일랜드의 정치인으로 2011년 5월 이래 녹색당 대표를 지내고 있다. 2016년 이래 남더블린베이 선거구의 국회의원을 지내고 있으며, 2002년부터 2011년까지는 남더블린 선거구 소속이었다. 2007년부터 2011년까지 통신에너지천연자원부 장관을 역임한 바 있다.